# Dorfkirche Kreuzbruch

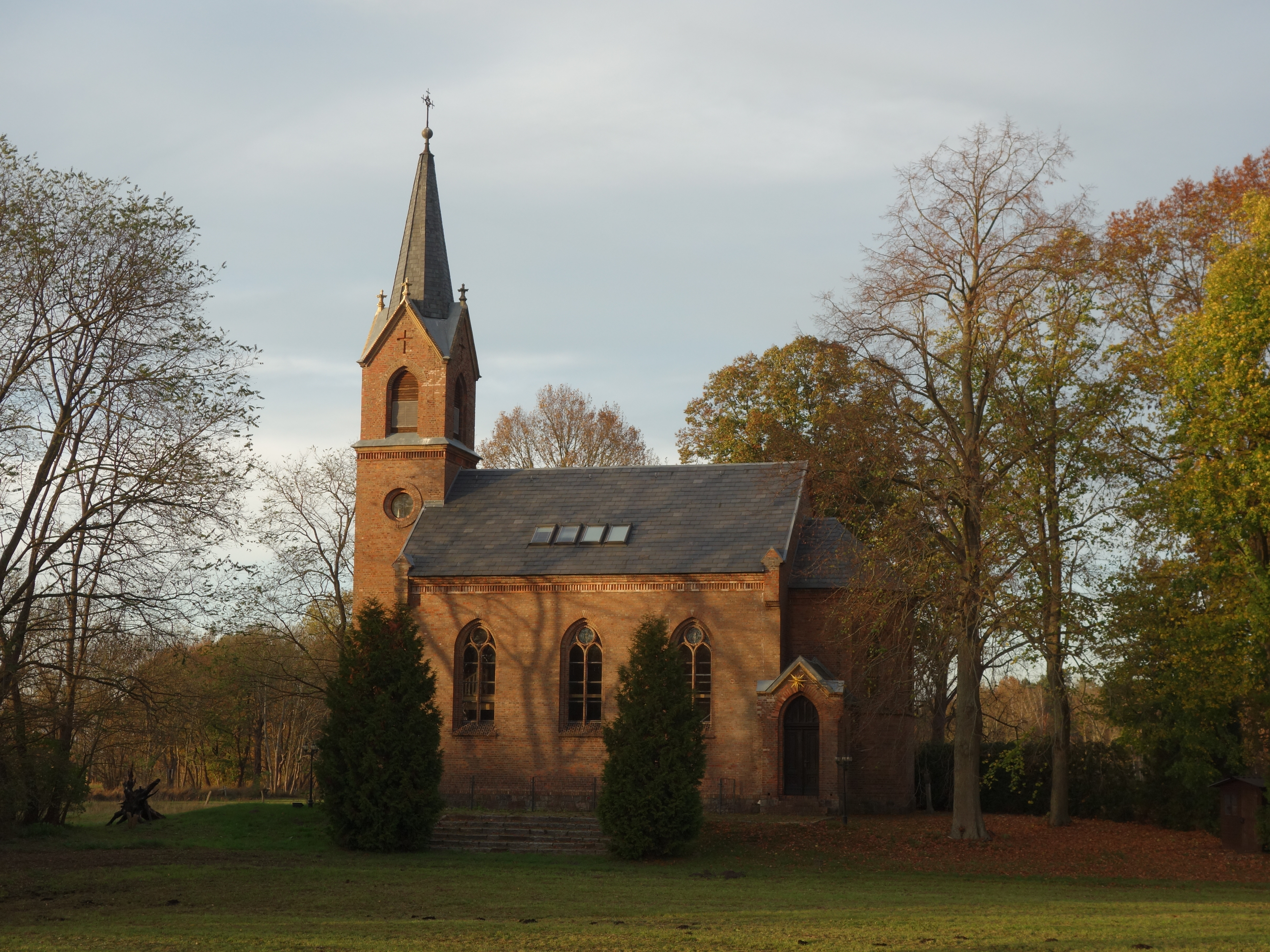
Südostansicht

Die Dorfkirche Kreuzbruch ist ein Kirchengebäude im Ortsteil Kreuzbruch der Stadt Liebenwalde  im Landkreis Oberhavel  des deutschen Bundeslandes Brandenburg. Sie ist seit 1998 profaniert und dient als Ausstellungsraum und für Trauungen.

## Architektur
Die Kirche ist ein neugotischer Backsteinbau aus den Jahren 1875–1878. Der Saalbau schließt mit einem polygonalen Chor ab. Sowohl der Turmschaft als auch das Kirchenschiff schließen mit einem Backsteingesims ab. Das Kirchenschiff trägt ein Satteldach. Der Turm wird von einem achtseitigen Helm bekrönt.